# Филип Аџић
Филип Аџић (Цетиње, 15. септембар 1986) јесте црногорски политичар и министар унутрашњих послова Црне Горе од 28. априла 2022. године. Члан је Уједињене реформске акције (УРА). Раније је био саветник тадашњег потпредседника владе Дритана Абазовића, посланик у Скупштини Црне Горе и шеф одборничког клуба УРА у Скупштини Пријестонице Цетиње.
Завршио је Факултет за туризам и хотелијерство у Котору. Власник је приватне фирме и некадашњи спортиста.
Верник је неканонске Црногорске православне цркве.